# Jan Stanisław Cetner
Jan Stanisław Cetner herbu Przerowa – polski duchowny franciszkański, ksiądz od 1717 roku.
Był synem kasztelana bracławskiego Aleksandra. W 1714 roku występuje jako student wydziału prawa Uniwersytetu Karola w Pradze.